# 常普化
常普化，元朝信都（今河北省河间市）人。常咬住之孙，常普兰奚之子。
普化初成少年，被元成宗喜爱，召他进入宫中，让他担任集贤学士，领典瑞院。元仁宗延祐年间，加荣禄大夫，守司徒，没有就任，就去世了。